# دانیله گیورگینی
 دانیله گیورگینی (انگلیسی: Daniele Giorgini؛ زادهٔ ۲۴ آوریل ۱۹۸۴) یک تنیس‌باز اهل ایتالیا است. 